# Самодельное взрывное устройство

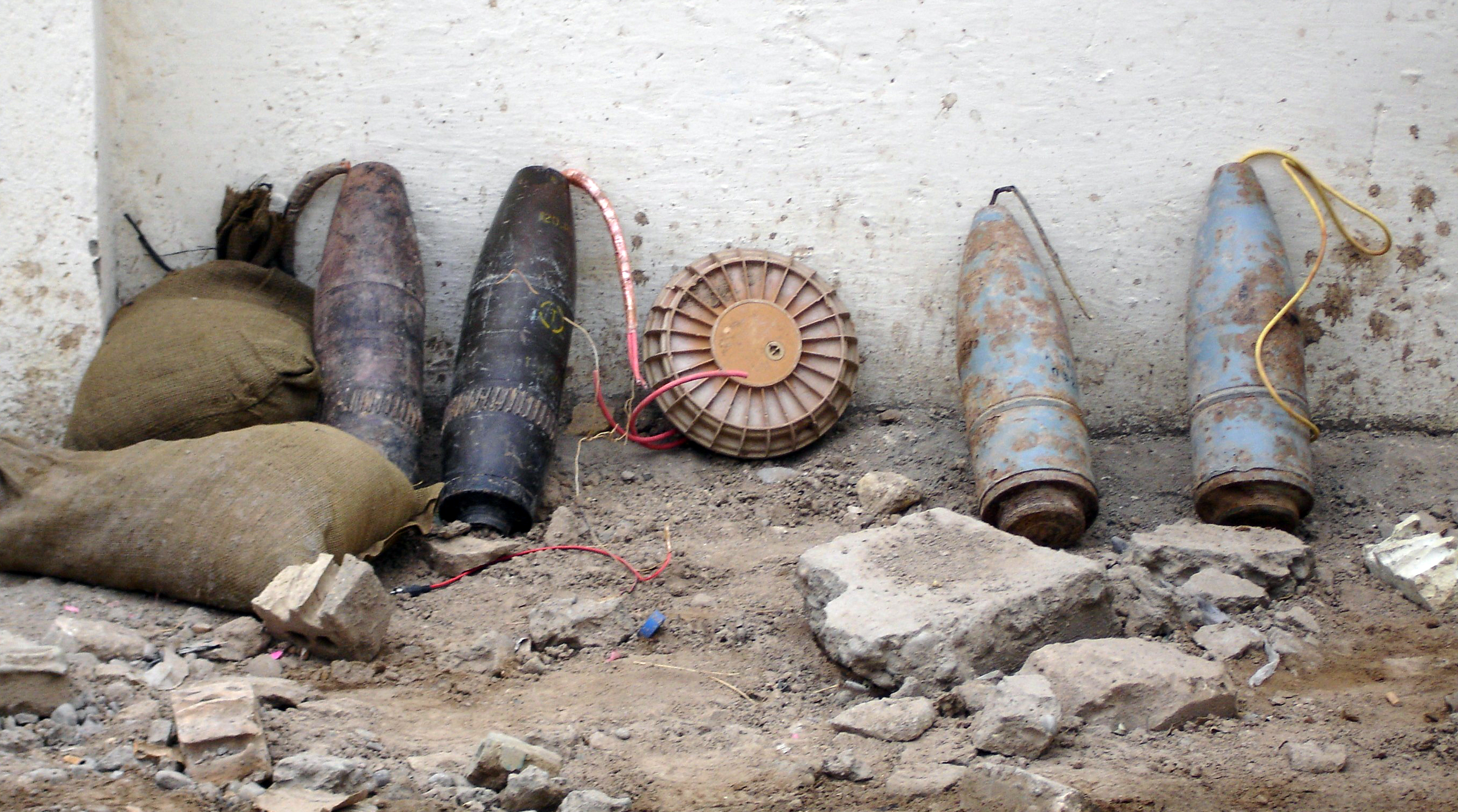
Боеприпасы, переделанные в самодельные взрывные устройства, найденные иракской полицией в ноябре 2005 года

Самоде́льное взрывно́е устро́йство (аббр. СВУ) — изготовленное в кустарных условиях устройство, состоящее из взрывчатого вещества (в том числе изготовленное с использованием имитационных и пиротехнических средств), горючих составов, не имеющих ограничений со стороны разрешительной системы МВД (например, использование спичечной массы) и средств инициирования. К разряду СВУ также относятся взрывные устройства промышленного или военного назначения, содержащие в себе элементы кустарного (самостоятельного) изготовления.
Взрывные устройства используются различными военизированными группировками (в том числе и террористическими) при ведении асимметричной войны и нетрадиционных боевых действий, а также для проведения актов устрашения, возмездия или открытого терроризма. Среди террористических группировок, совершавших подобные действия с применением СВУ, встречаются разные, начиная от исламских экстремистов (смертники в Афганистане, Ираке и на Кавказе) и заканчивая «Тамильскими тиграми» и ИРА. По состоянию на 2007 год доля жертв, погибших в результате срабатывания СВУ, составила 63 % от всех погибших в Ираке солдат США и их союзников, а в Афганистане аналогичная доля потерь среди личного состава международных сил составляет 66 %.

## Структура

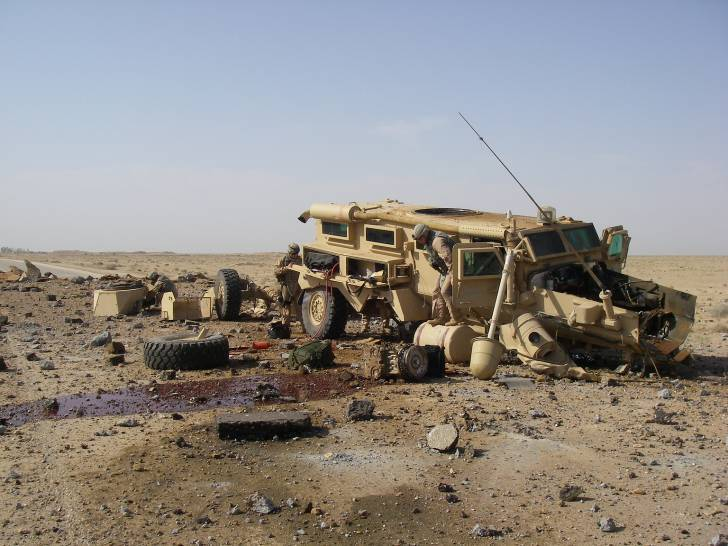
Автомобиль Cougar, подорванный в результате срабатывания СВУ

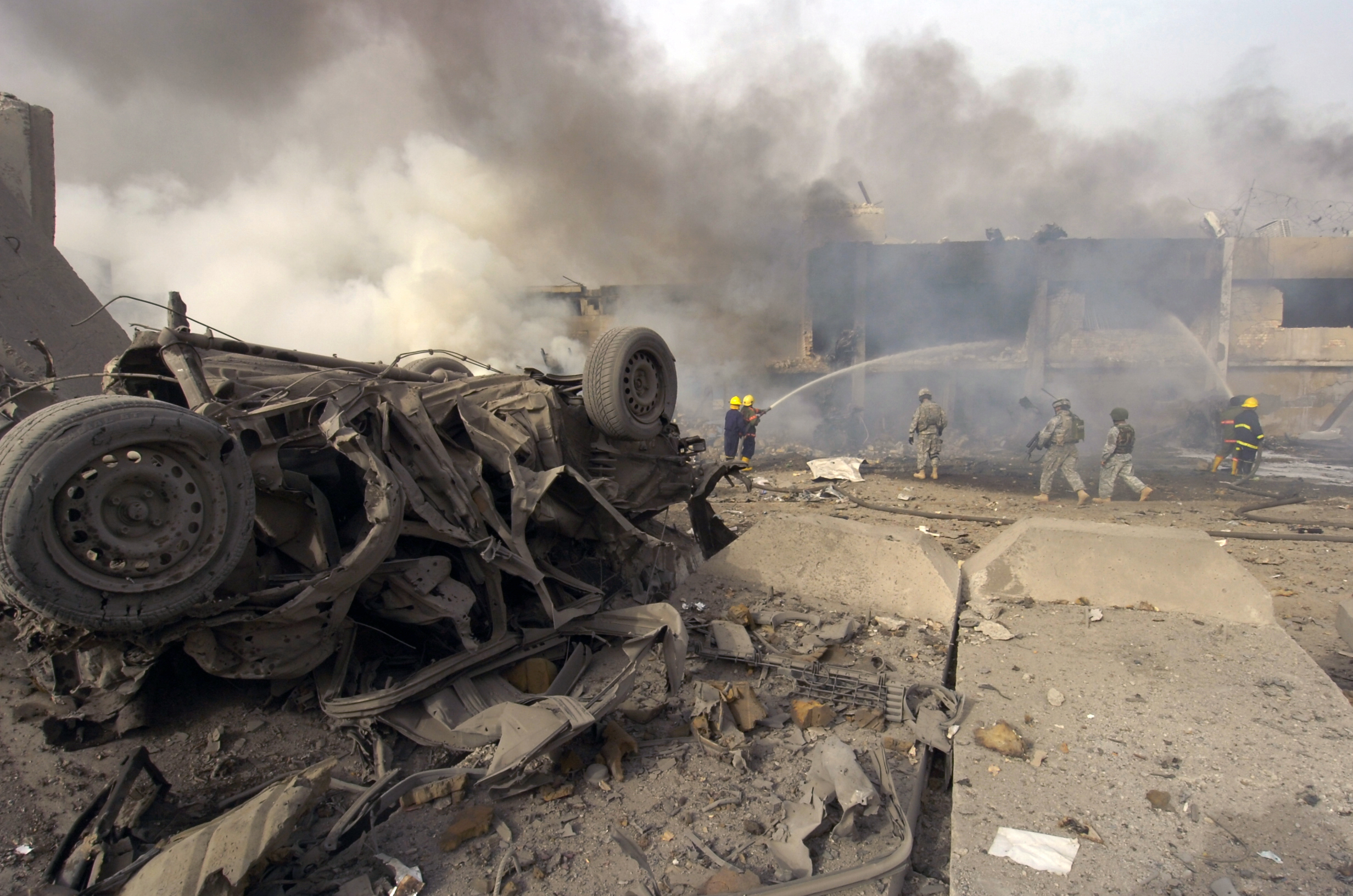
Взрыв заминированной машины в Ираке, уничтоживший 20 автомобилей, убивший двоих и ранивший 30 морских пехотинцев США

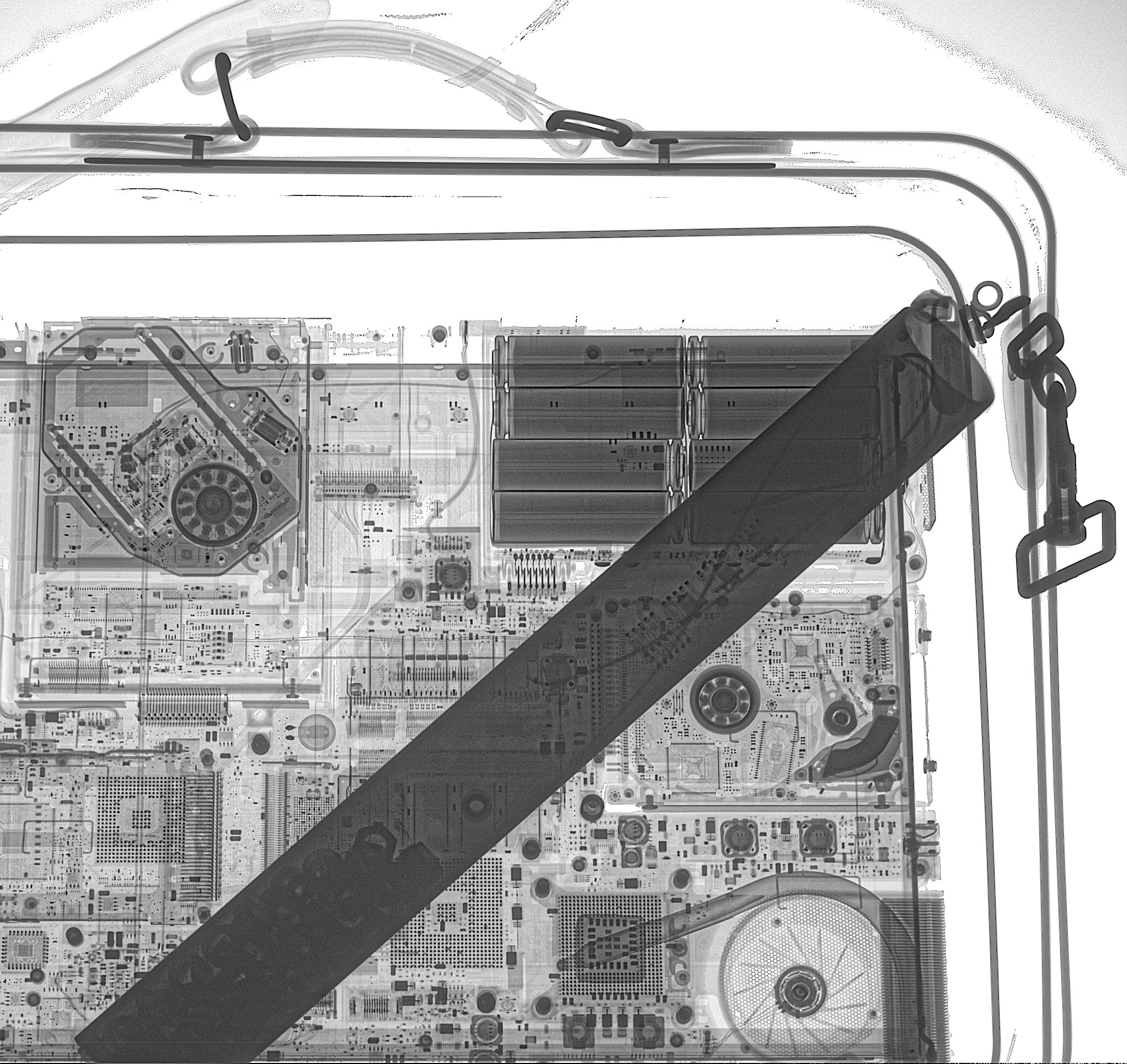
Результаты досмотра груза с помощью рентгеновского аппарата: обнаружена трубчатая бомба и ноутбук

Самодельное взрывное устройство представляет собой собранное в кустарных условиях устройство разрушительного (как правило, ещё и летального) характера. В его изготовлении могут использоваться, помимо собственно взрывчатки, элементы пиротехники, химические вещества (в том числе зажигательные и легко воспламеняющиеся). Взрывчатка может быть как военного типа, так и промышленного, равно как и изготовлена в кустарных условиях. В результате взрыва с помощью ударной волны и осколков (иногда и ядовитых веществ) могут не только гибнуть люди, но и разрушаться материальные объекты (транспорт или даже здания). В некоторых случаях срабатывание СВУ приводит не к жертвам, но отвлекает противника или же тормозит его продвижение, что позволяет подорвавшим СВУ перегруппироваться или подготовиться к атаке.
В СВУ входят триггер (активатор), средство инициирования (запал), контейнер (корпус), заряд (взрывчатка) и источник питания. Типы триггеров, средств инициирования (инициаторов), поражающих элементов опять же варьируются и зависят от фантазии тех, кто эти устройства разрабатывает. Приведение в действие СВУ осуществляется с помощью пультов управления, с которых посылается сигнал, различных инфракрасных или магнитных триггеров (при появлении человека в зоне поражения или бронетехники происходит срабатывание), чувствительных панелей (прямой контакт) или обычной проволоки (растяжки, которую цепляет объект). Соединение нескольких СВУ в цепь может привести к разрушительному эффекту, который может уничтожить целый конвой техники. Некоторые СВУ могут либо не сработать так, как требуется (то есть взрыва может не быть), либо сработать не в то время (нередки случаи, когда кроме смертника никто не погибал). Причиной тому является, как правило, халатность изготовителей СВУ и нарушения технологии. С другой стороны, в некоторых случаях имели место использования стандартной бытовой электроники для приведения СВУ в устройство (с помощью звонка с мобильного телефона или подачи сигнал с рации типа FRS, различных пейджеров, таймеров и т. д.
В ряде случаев отдельные средства инициирования могут отсутствовать и заменяться инициирующей высокочувствительной взрывчаткой (гремучая ртуть, азид свинца, соединения нитроглицерина и др.), хотя само средство инициирования и может использоваться как основной заряд взрывчатого вещества — это взрывные устройства, сконструированные по типу мин-ловушек (зажигалки, авторучки и т. д.) с небольшой массой ВВ, обладающих бризантным поражающим действием. В качестве взрывчатки могут использоваться артиллерийские снаряды, военная или промышленная взрывчатка или даже сделанное в кустарных условиях взрывчатое вещество. При добавлении каких-то химических компонентов усиливается поражающий эффект, и тогда СВУ может стать химическим, биологическим и радиоактивным. В Ираке имели место взрывы СВУ, в состав которых входили вещества на основе хлора, что усиливало поражающий эффект.
Тип заряда зависит от того, против кого направлена взрывчатка: кумулятивный заряд используется для уничтожения бронированных автомобилей, транспортёров и танков (создаётся так называемое ударное ядро, пробивающее броню автомобиля), а устройство подобного типа аналогично действию противотанковой мины; осколочно-фугасный направлен на поражение живой силы, а в качестве дополнительных поражающих элементов используются металлические детали (гвозди, шарики из подшипника) и даже камни, что приводит к более серьёзным повреждениям, чем при воздействии ударной волны. Террористы-смертники используют «пояс смертника», который представляет собой носимое СВУ, которое срабатывает после воздействия носителем этого СВУ: сам носитель погибает, но и многие находящиеся рядом люди не имеют шансов на выживание. Некоторые СВУ могут не убить, но серьёзно искалечить человека, что может привести к необходимости ампутации конечностей у пострадавшего. По данным журнала BMJ Open, СВУ могут наносить куда больший ущерб человеку, чем обычная наземная мина; подобные ранения классифицируются как «комплексные повреждения взрывного типа у пехоты» (англ. Dismounted Complex Blast Injury).
Одним из вариантов маскировки бомбы является её установка или маскировка в транспортном средстве: мотоцикле, автомобиле любого типа или даже вьючном животном. Заминированный автомобиль может взлететь на воздух в разном случае: либо при дистанционном подрыве, либо при открытии двери или попытке завести машину, либо при автомобильном таране и вынужденном наезде. В случае, если инициатор взрыва сам находится в автомобиле и осознанно остаётся внутри, его классифицируют как террориста-смертника — подобные атаки стали характерными для исламистских террористических группировок и нередко имели место в Ираке и в Сирии.

## Обезвреживание

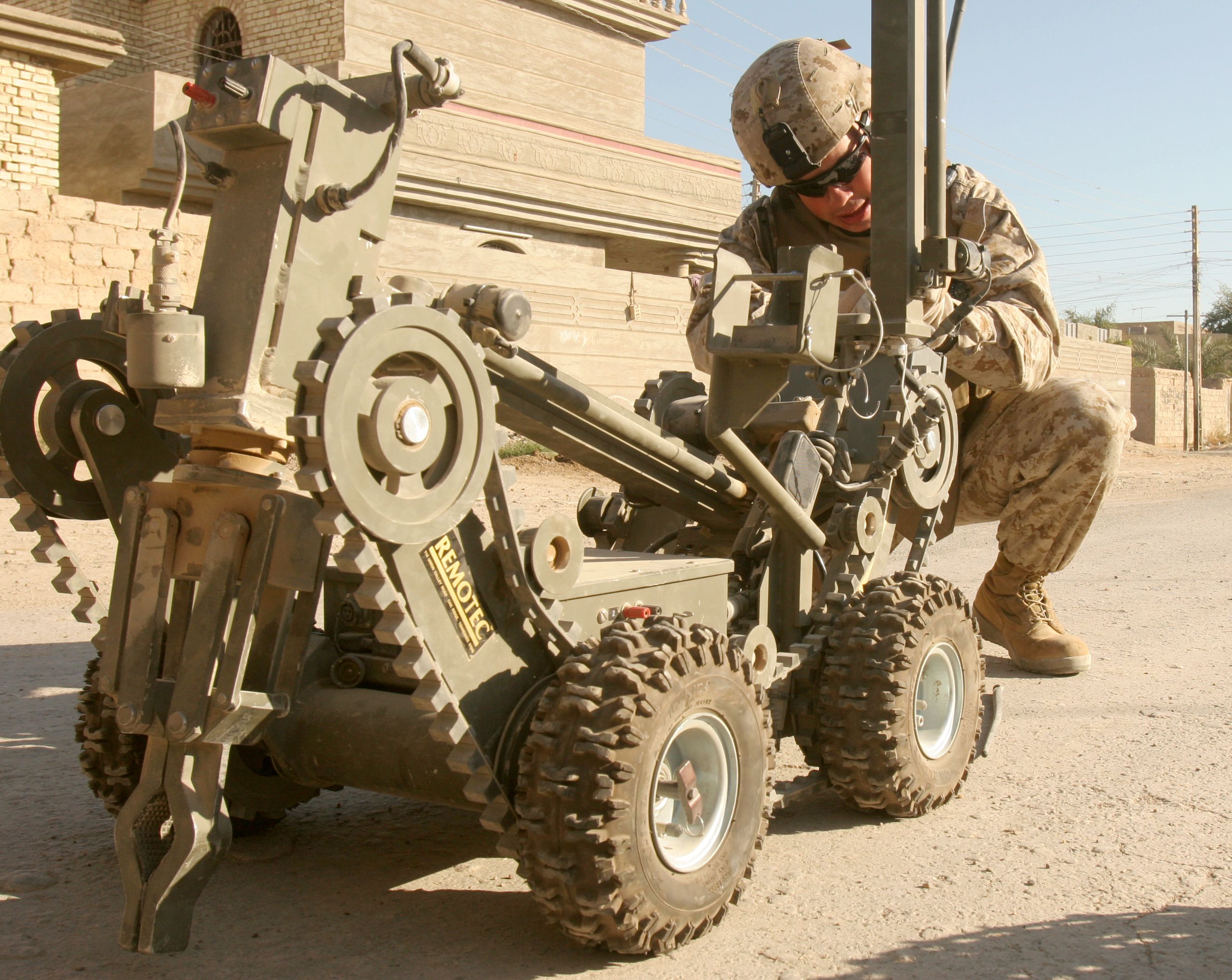
Робот, используемый для обнаружения скрытых СВУ

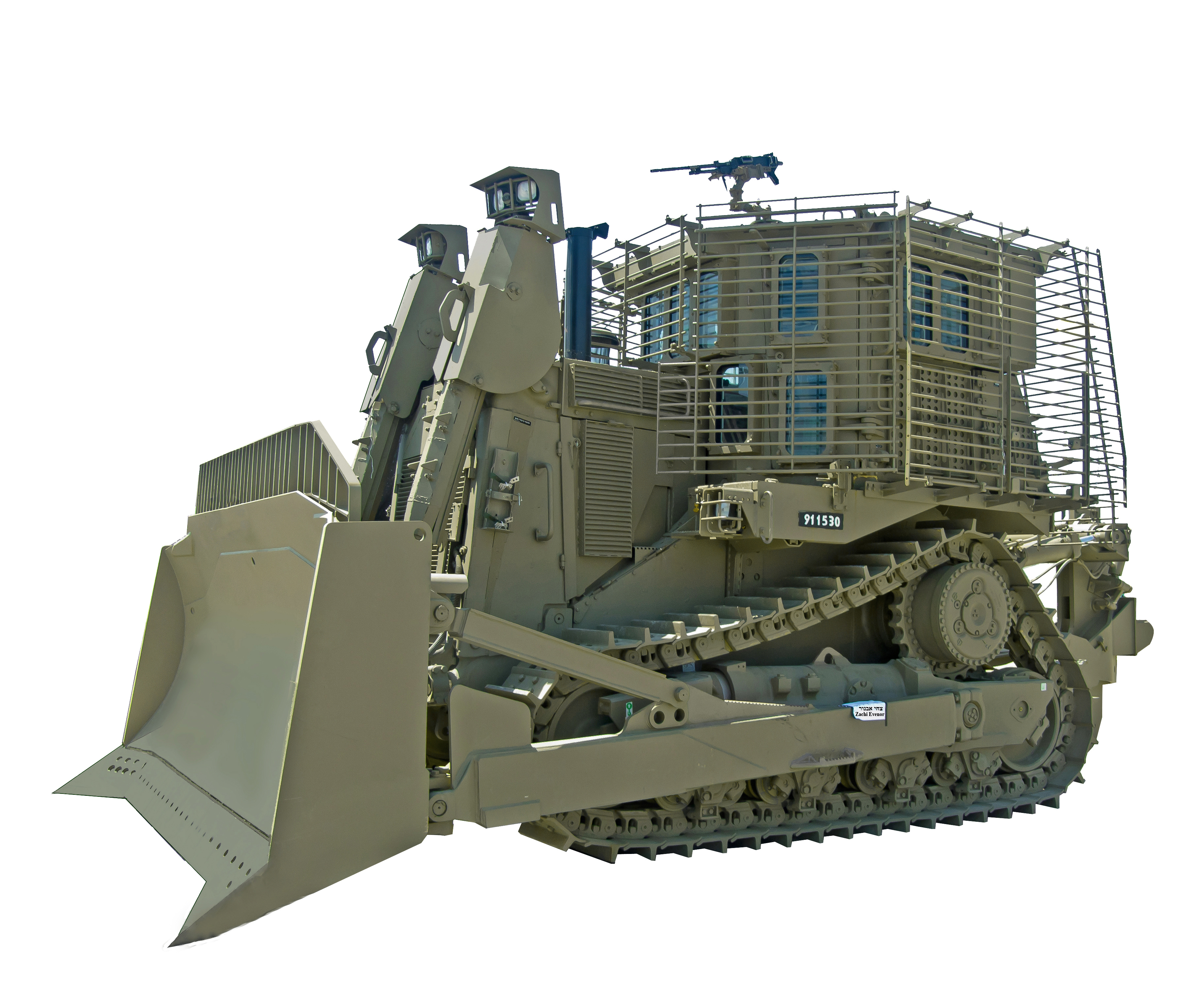
Бульдозер Caterpillar D9 Армии обороны Израиля, используемый для расчистки завалов и обнаружения бомб и мин-ловушек

Обезвреживание взрывных устройств (в том числе СВУ) осуществляется силами военных и полиции, с привлечением в разных случаях разведслужб, финансовых и дипломатических кругов. В подобных операциях важны не только факт обезвреживания устройства, но и сведения риска пострадавших или погибших к минимуму.

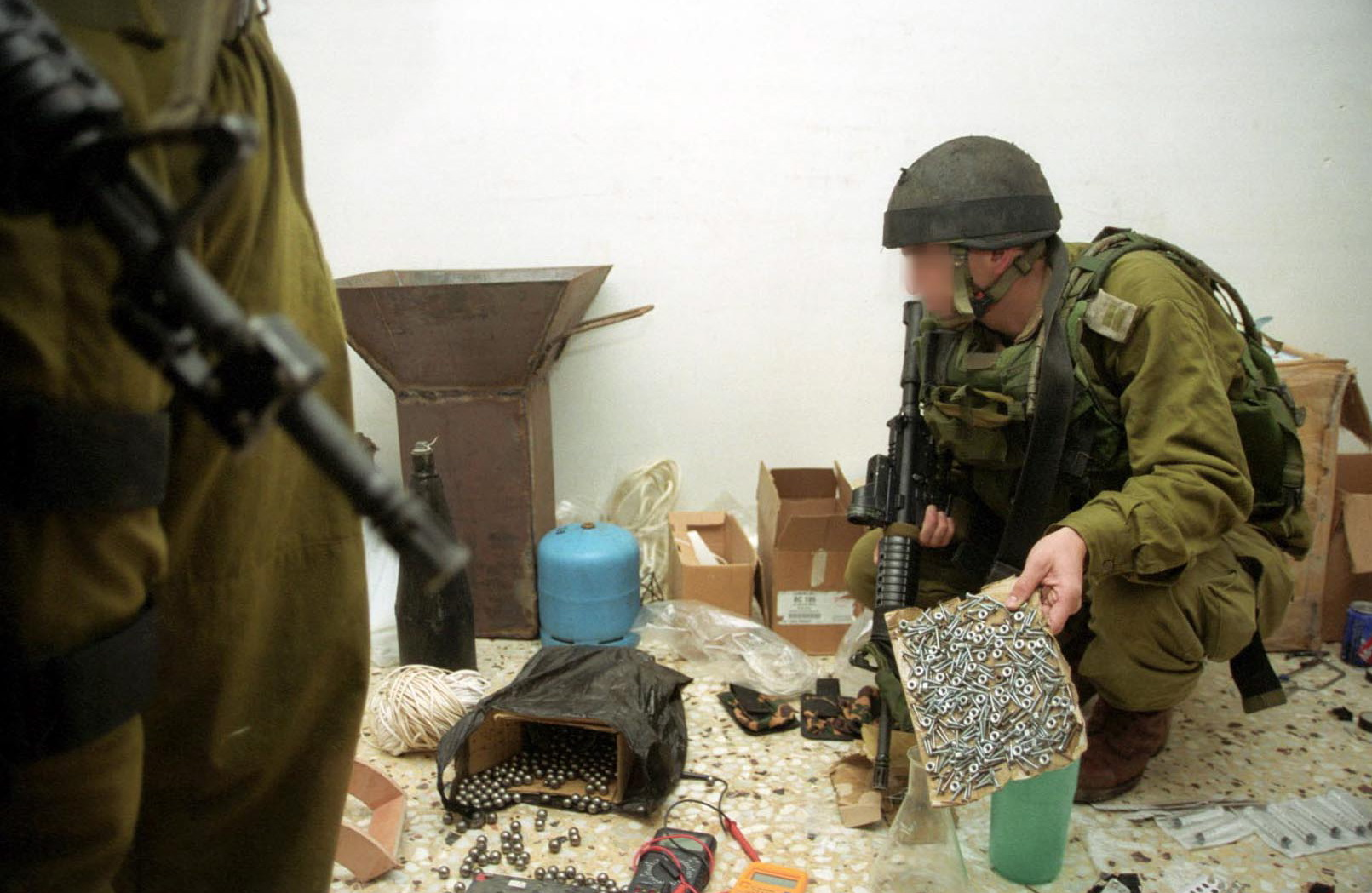
Солдаты Армии обороны Израиля осматривают мастерскую по производству самодельных взрывных устройств в Наблусе, 2002 год.

### Обнаружение и обезвреживание
Поскольку компоненты СВУ соединяются не каким-то определённым способом,  предусмотренным производителем и способы соединения элементов и приведения СВУ в действие ограничиваются только фантазией и навыками изготовителей устройства, обнаружение и нейтрализация взрывного устройства «по учебнику» не предусмотрены. Сапёры могут полагаться только на свои знания о принципах работы взрывчатых веществ и боеприпасов, чтобы попытаться догадаться о том, какой принцип положен в основу данного СВУ, и уже потом предпринимать действия, связанные либо с нейтрализацией СВУ (невозможность его приведения в действие), либо с контролируемым подрывом СВУ, который гарантирует отсутствие жертв и пострадавших. В случае, если есть риск гибели или тяжёлых ранений в отношении сапёров или оцепления, сапёру необходимо глубокое понимание тактики, чтобы гарантировать, что ни он сам, ни кто-либо из оцепления, ни гражданские лица не пострадают. Наличие химического, биологического, радиологического или ядерного материала внутри СВУ требует дополнительных мер предосторожности.
Служащие вооружённых сил и сотрудники правоохранительных органов занимаются разработкой процедур обеспечения безопасности при работе с СВУ, которые могут базироваться как на непосредственном опыте работы с взрывными устройствами, так и на базе прикладных исследований, направленных на противодействие угрозы. Так, введённые системы глушения СВУ (в том числе возимые и мобильные носимые типа американской Thor III) привели к тому, что преступники отказались от ряда технологий, сделав ставку на обычный проводной сигнал, который заглушить невозможно, однако подобные устройства быстро привести в действие не предоставляется возможным, что облегчает работу сапёрам по нейтрализации СВУ. В настоящее время ведутся разработки роботов и иных беспилотных устройств (например, по программе Canadian Unmanned Systems Challenge) для обнаружения СВУ, управления нейтрализацией данного устройства и обнаружения лиц, установивших его.

## Нападения и теракты с применением СВУ по странам

### Египет
После "Арабской весны" волна терактов, совершённых сторонниками ИГ, прокатилась по Египту, в том числе и на Синайском полуострове.

### Израиль
Почти все террористические акты, совершённые с применением СВУ в Израиле против военного и гражданского населения, были подготовлены палестинскими националистами из военно-политических организаций, ведомых Организацией освобождения Палестины.

### Ливия
Теракты с применением самодельных взрывных устройств прокатились в Ливии в последующие после свержения и гибели Муаммара Каддафи годы: чаще всего это происходило в Бенгази, атаке подвергались полицейские участки и зарубежные посольства (бомбы нередко закладывались в автомобили).

### Нигерия
К совершению терактов с применением СВУ причастна группировка «Боко Харам»

### Россия
Теракты с применением СВУ совершали в городах России лица, связанные с исламским террористическим подпольем на Северном Кавказе — как исламские террористы из-за рубежа, так и деятели сепаратистских движений (в том числе смертники). Намного реже теракты с использованием СВУ производились с целью убийства в ходе криминальных разборок и террористами-одиночками, совершавшими теракты из-за внутренних психологических проблем. Ряд терактов был совершен во время Первой и Второй чеченских войн. Точная статистика по суммарному числу жертв, погибших в подобных терактах, не велась.
- Взрыв на Котляковском кладбище (10 ноября 1996, 14 погибших, 30+ пострадавших)
- Взрыв жилого дома в Каспийске (16 ноября 1996, 67 погибших, 39 пострадавших)
- Взрыв в поезде «Юность» (27 июня 1997, 5 погибших, 13 пострадавших)
- Взрыв на рынке во Владикавказе (19 марта 1999, 52 погибших, 300 пострадавших)
- Взрыв в Буйнакске (4 сентября 1999, 64 погибших, 146 пострадавших)
- Теракт на улице Гурьянова (8 сентября 1999, 106 погибших, 690 пострадавших)
- Теракт на Каширском шоссе (13 сентября 1999, 124 погибших, 7 пострадавших)
- Террористический акт в Волгодонске (16 сентября 1999, 19 погибших, 89 пострадавших)
- Взрывы на самолётах в России (24 августа 2004, 90 погибших)
- Серия взрывов в Сочи — (2008—2009, 8 погибших, 19 пострадавших).
- Взрывы в Московском метрополитене (29 марта 2010, 41 погибший, 88 пострадавших)
- Теракт в аэропорту Домодедово (24 января 2011, 37 погибших, 170 пострадавших)
- Взрыв российского самолёта в Египте (31 октября 2015, 224 погибших)
- Взрыв у гимназии Введенского Владычного монастыря (13 декабря 2021, 13 пострадавших)

В ходе теракта на Дубровке (23–26 октября 2002, 130 (по официальным данным) погибших, более 700 пострадавших, 916 заложников), в день операции (26 октября) усилиями группы «А» террористам не позволили привести в действие СВУ: оперативники, ликвидировав смертников, спасли тем самым сотни жизней заложников.
В ходе теракта в Беслане (1–3 сентября 2004, 333 погибших, 783 пострадавших, 1116 или 1128 заложников) 148 человек погибли от осколочных ранений, а 10 — от термических ожогов (причины смерти 116 человек не удалось выяснить); доподлинно известно, что 3 сентября в школе прогремели два взрыва СВУ, после которых начался штурм.
В ходе стрельбы в Ивантеевской школе (5 сентября 2017, 4 пострадавших) нападавший использовал самодельные взрывпакеты (предположительно сделаны из петард), но конкретно от взрывов никто не пострадал.
В ходе массового убийства в колледже в Керчи (17 октября 2018, 21 погибший, 67 пострадавших) было приведено в действие СВУ, и после этого нападавший начал стрелять по людям.
Преступник, устроивший захват детского сада в Омске (28 сентября 1993, 6 заложников) был вооружён обрезом и СВУ. Устройство было сконструировано таким образом, что для смыкания электрической цепи и, соответственно, инициации взрыва нужно было снять палец со спускового устройства. Таким образом, преступник вынужден был постоянно держать левую руку на спусковом устройстве. Это создавало сложности как для преступника, так и для группы захвата: был велик шанс, что при убийстве ОМОНовцы инициируют взрыв, что повлечёт за собой жертвы среди заложников. Поэтому группа захвата находилась в непосредственной близости от захваченной группы и ожидала благоприятного момента. Момент, когда из штаба поступил приказ о начале штурма, удачно совпал с тем, что заложники вышли из комнаты в спальню, а сам преступник решил пообедать, поэтому отложил оружие в сторону. Группа захвата ворвалась в группу и ликвидировала преступника. Выстрел был произведён крайне удачно — пуля вошла в левую руку, повредив сухожилие, что предотвратило расслабление кисти руки и взрыв устройства. Заложники были оперативно выведены из здания детского сада, а прибывшая сапёрная служба обезвредила взрывное устройство.

### Пакистан
Теракты с применением СВУ совершают деятели «Талибана» и другие объявленные правительством Пакистана террористическими группировки: объектами нападений служат военные, полицейские, сотрудники служб безопасности и мирные граждане.

### Северная Ирландия

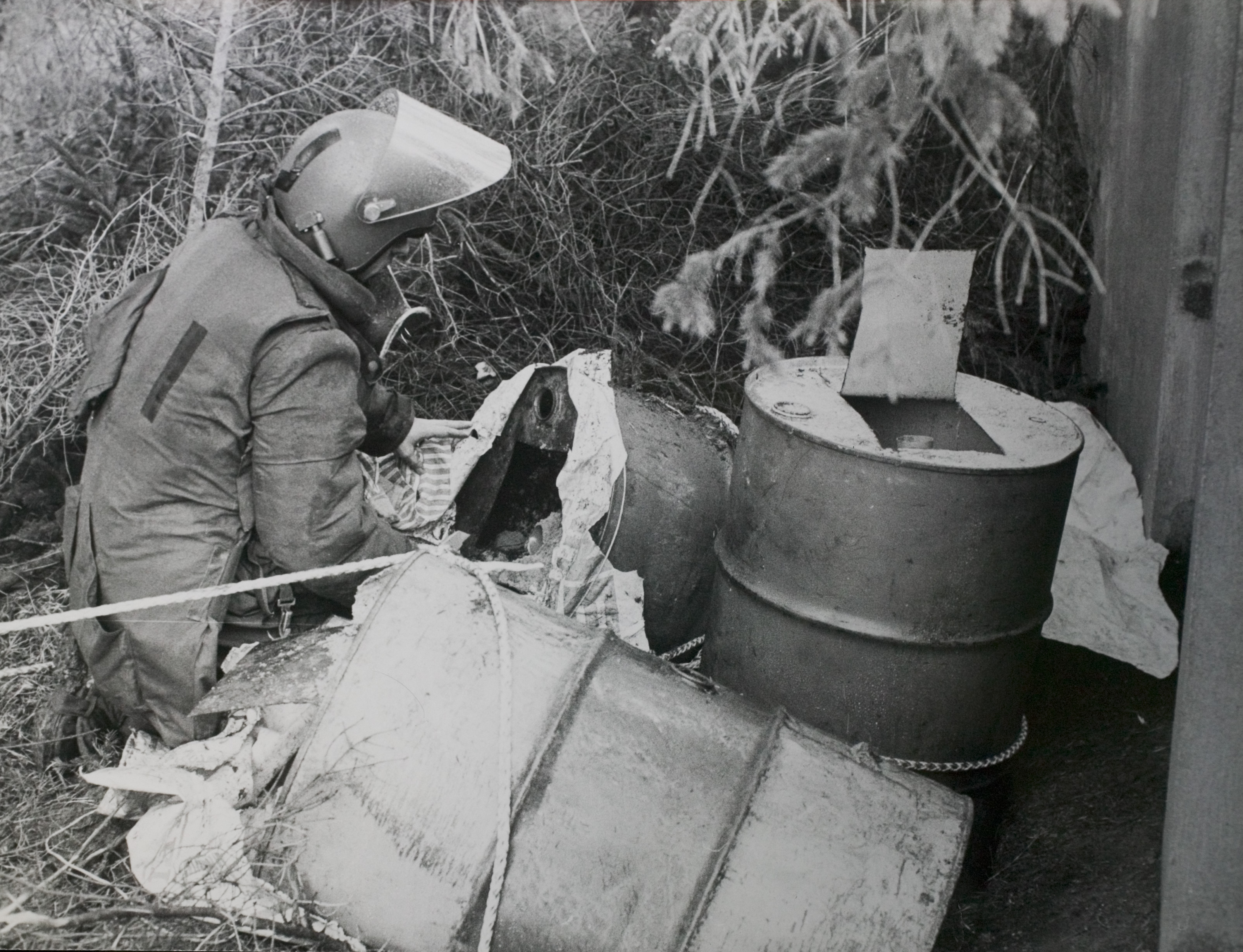
Обезвреживание бомбы, спрятанной в бочке с нефтью (1984 год)

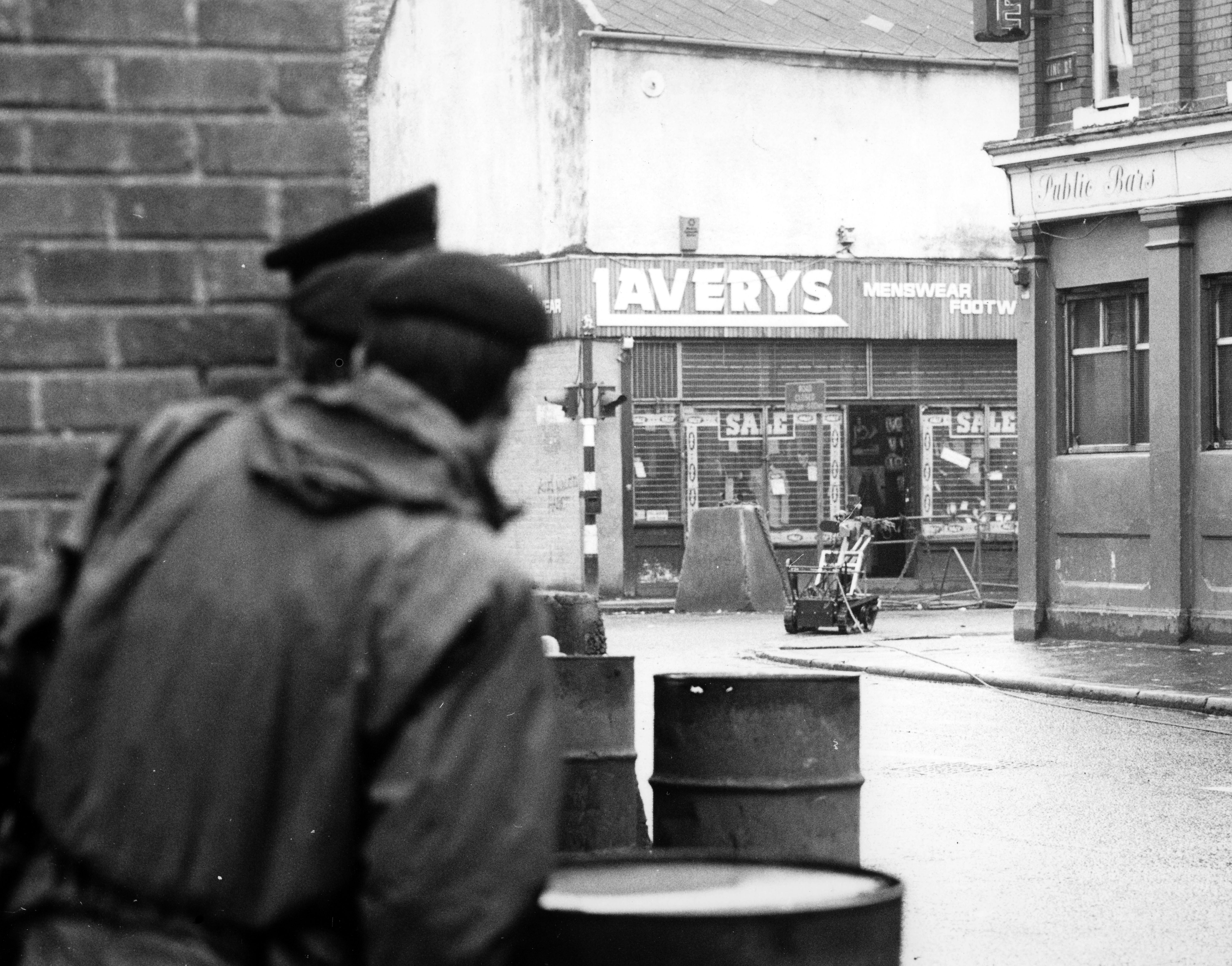
Робот типа Wheelbarrow на улицах Северной Ирландии (1978 год)

В условиях городской тактики и партизанской войны боевикам из ИРА приходилось нередко использовать самодельные взрывные устройства и растяжки. Многочисленные теракты, гремевшие в Северной Ирландии, совершались «временным» крылом ИРА, выступавшим за агрессивные боевые действия. Благодаря поставке оружия, боеприпасов, взрывчатки и электроники «временные» стали разрабатывать настолько умные бомбы, которые были оснащены элементами неизвлекаемости (типа ртутного выключателя или микровыключателя) и не давали британским сапёрам их так легко нейтрализовать: любая попытка сдвинуть бомбу или мину с места грозила срабатыванием СВУ и гибелью людей. Такое устройство, как кухонный таймер, устанавливало время запуска бомбы на час после приведения её в боевую готовность: замыкалась электрическая цепь, обеспечивавшая электроснабжением элемент неизвлекаемости.
В зависимости от типа взрывчатки и где она была спрятана (в чемодане, в сумке или в автомобиле) срабатывание могло быть с разной задержкой и разным временем ожидания. Позже инженеры в рядах ИРА научились настраивать взрывчатку так, что даже спустя недели после размещения бомбы можно было подорвать при необходимости СВУ (так в 1984 году прогремел взрыв в одной из гостиниц), а также научились производить дистанционный подрыв (по проводу или с помощью пульта). Сигнал мог подаваться с радиоуправляемых самолётов, которые замыкали цепь и подавали напряжение на детонатор. Позже британцы разработали заглушки, не позволявшие ИРА осуществить задуманное, но в ответ те придумали устройства, для активации которых требовались определённые радиокоды: заглушить их британцы так просто не могли. Также бомбу можно было разместить где-то на дороге, замаскировав под дренаж или спрятав в водопропускной трубе. В тот момент, когда транспортная колонна проезжала над местом, где располагалась бомба, и гремел взрыв. Из-за этого британские войска перестали в ряде графств передвигаться по земле и вынуждены были перелетать на вертолётах из одной точки в другую.
С 1970 по 2005 годы в Великобритании и Северной Ирландии боевиками ИРА было подорвано около 19 тысяч подобных СВУ: в среднем каждые 17 часов срабатывало одно СВУ. По некоторым оценкам, это была самая продолжительная кампания террористической группировки, связанная со взрывами. Впрочем, подобными действиями не брезговали и идеологические противники ирландских националистов в лице ольстерских лоялистов, которые нередко сами размещали бомбы и, имитируя почерк ИРА, провоцировали огромное число жертв.

### Сомали
Группировка «Харакат аш-Шабаб» применяла СВУ для совершения вооружённых нападений и актов устрашения во время гражданской войны в Сомали

### Украина
Во время войны на юго-востоке Украины СВУ использовались обеими сторонами конфликта: украинскими добровольческими формированиями и вооружёнными силами непризнанных республик Донбасса. Считается, что именно срабатывание СВУ привело к гибели одного из военных лидеров непризнанных республик — Арсена Павлова.
Самодельные бомбы использовались в серии взрывов в Днепропетровске (27 апреля 2012, 27 пострадавших)
Террорист, совершивший захват заложников в Луцке (21 июля 2020, 13 заложников), был вооружён АКС-74У, гранатами РГД-5 и СВУ.

### Беларусь
За всю историю независимой Белоруссии известно 4 взрыва, совершённых с использованием СВУ. Обвинения в этих взрывах были предъявлены двум гражданам Белоруссии Дмитрию Коновалову и Владиславу Ковалёву. По данным следствия они совершили взрывы из–за «гипертрофированного чувства собственной значимости и неприятия к людям»:
- Два взрыва в Витебске (первый взрыв – 14 сентября 2005, 2 пострадавших; второй взрыв – 22 сентября 2005, 50 пострадавших)
- Взрыв на день независимости Белоруссии (4 июля 2008, 54 пострадавших)
- Взрыв в Минском метро (11 апреля 2011, 15 погибших, 203 пострадавших)